# Синельников, Пётр Андреевич
Пётр Андреевич Синельников (1912—1993) — майор Советской Армии, участник Великой Отечественной войны, Герой Советского Союза (1945).

## Биография
Пётр Синельников родился 9 октября 1912 года в селе Плоская Дубрава (ныне — Моршанский район Тамбовской области). После окончания семи классов школы работал сначала в колхозе, затем в карьере. В октябре 1934 года Синельников был призван на службу в Рабоче-крестьянскую Красную Армию. В 1939 году он окончил курсы младших лейтенантов. С начала Великой Отечественной войны — на её фронтах.
К апрелю 1945 года старший лейтенант Пётр Синельников исполнял обязанности командира батареи 44-го артиллерийского полка, 33-й стрелковой дивизии, 12-го гвардейского стрелкового корпуса, 3-й ударной армии, 1-го Белорусского фронта. Отличился во время штурма Берлина. 24 апреля 1945 года батарея Синельникова своим огнём поддерживала действия стрелковых частей в пригороде Берлина Панкове. Оказавшись в окружении, Синельников организовал круговую оборону и сумел прорваться к своим. Прорвавшись в центр Берлина, батарея Синельникова вела огонь по рейхстагу. Всего же в боях за Берлин артиллеристы батареи Синельникова уничтожили 5 танков, 13 БТР и большое количество солдат и офицеров противника.
Указом Президиума Верховного Совета СССР от 31 мая 1945 года за «образцовое выполнение боевых заданий командования на фронте борьбы с немецкими захватчиками и проявленные при этом мужество и героизм» старший лейтенант Пётр Синельников был удостоен высокого звания Героя Советского Союза с вручением ордена Ленина и медали «Золотая Звезда» за номером 6759.
После окончания войны Синельников продолжил службу в Советской Армии. В 1952 году он окончил Высшую офицерскую артиллерийскую школу. В 1954 году в звании майора Синельников был уволен в запас. Проживал и работал сначала в Тамбове, затем в Моршанске. Скончался в 1993 году, похоронен в Моршанске.
Был также награждён орденом Отечественной войны 1-й степени и двумя орденами Красной Звезды, рядом медалей.